# Salman und Morolf

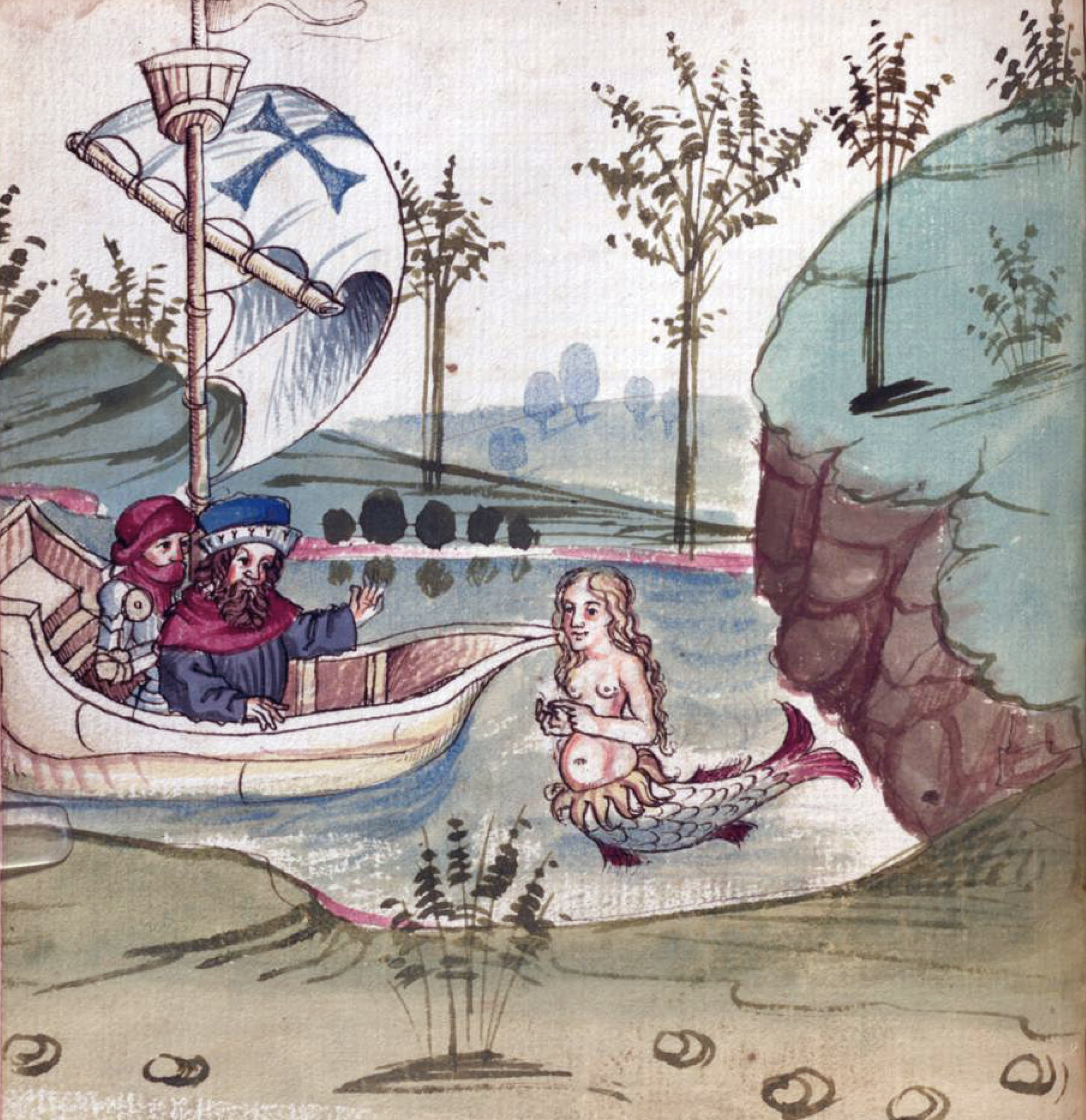
Federzeichnung aus Ms. Quart germ. 13

Salman und Morolf ist der Titel einer mittelhochdeutschen, vermutlich im Rheinland entstandenen, strophischen Erzählung, die zur Gruppe der so genannten Spielmannsepen gezählt wird. Obwohl die Überlieferung erst im letzten Drittel des 15. Jahrhunderts einsetzt (fünf Handschriften; zwei Drucke von 1499 und 1510), wird das Epos gemeinhin bereits in die zweite Hälfte des 12. Jahrhunderts datiert. Name und Identität des Verfassers sind unbekannt.
Der Inhalt der Erzählung schließt sich zugleich drei Traditionen an:
- 1. dem im Mittelalter weitverbreiteten orientalischen Stoff vom biblischen König Salomo und seiner heidnischen Frau, der Tochter des Pharao, die ihn betrügt und von ihm entführt wird,
- 2. dem Erzählschema der gefährlichen Brautwerbung (mit Entführung und Rückentführung) und
- 3. der schwankhaft-burlesken Schelmenmotivik.

In Salman und Morolf wird erzählt, wie der christliche König Salman von Jerusalem zweimal von seiner Frau, der heidnischen Königstochter Salme, düpiert wird. König Fore von Wendelsee begehrt sie zur Frau und entführt sie durch Einsatz eines Zauberrings und durch List: sie stirbt zum Schein und wird aus ihrem Grab entführt. Der Bruder Salomos, der schlaue Morolf, der eigentliche Held der Geschichte, macht sich verkleidet auf die Suche nach ihr. Nach Jahren findet er sie. Eine Heeresexpedition Salmans kann nach einigen Verwicklungen Salme zurückholen; Fore wird gehängt. Trotz aller Warnungen Morolfs geschieht jedoch nach sieben Jahren noch einmal dasselbe: König Princian von Akers (= Akkon) gewinnt Salme mit einem Zauberring für sich. Morolf zieht aus, gegen das Versprechen, die ungetreue Königin diesmal töten zu dürfen, und findet Salmes Aufenthaltsort auf einem Felsen im Meer. Mit der Unterstützung einer Meerfrau und einem kleinen Heer überwältigt er Princian und Salme diesmal alleine. Daheim in Jerusalem tötet er Salme eigenhändig.
Die Figur des zynischen, listigen Morolf und sein Verhältnis zu König Salman stellt eine narrative Umbildung dar. Schon im Frühmittelalter wurde in lateinischer Dialogform die sprichwörtliche Weisheit Salomos mit der närrisch-bäurischen Gewitztheit eines Marcolfus kontrastiert. Texte dieser didaktisch-satirischen Tradition gab es mindestens vom 10. bis zum 16. Jahrhundert, auf Deutsch seit dem 14. Jahrhundert. 
Die mittelhochdeutsche Erzählung ist in ca. 800 fünfzeiligen Strophen (sogenannten Morolfstrophen) abgefasst. Sie gehört damit zur sangbaren Epik wie das Nibelungenlied. Mit einiger Sicherheit lässt die Strophenform auf die Entstehung des Textes in einer noch mündlichen Gebrauchssituation schließen; der verschriftlichte Zustand des Textes im 15. Jahrhundert zeigt die Strophe – als eine offenbar nicht mehr lebendige und daher unverstandene Formschablone – dagegen in Auflösung begriffen. Dementsprechend schwierig ist die Dichtung zu datieren. Weder lässt sich bestimmen, wann zwischen dem 12. und dem 15. Jahrhundert Salman und Morolf erstmals niedergeschrieben wurde, noch wie fixiert oder variantenreich der Wortlaut der Erzählung vor diesem Zeitpunkt war.